# Jon Trickett
Jon Hedley Trickett (né le 2 juillet 1950) est un homme politique travailliste britannique qui est député pour Hemsworth dans le Yorkshire de l'Ouest depuis 1996.
Il est Secrétaire parlementaire privé du Premier ministre Gordon Brown de 2008 à 2010 et est promu au Cabinet fantôme par Ed Miliband en 2011 en tant que ministre fantôme du Cabinet Office.
Il est nommé Secrétaire d'État aux Communautés et au Gouvernement local du cabinet fantôme sous le nouveau chef du parti Jeremy Corbyn en septembre 2015, avant de devenir Secrétaire d'État aux Entreprises, à l'Énergie et à la Stratégie industrielle du cabinet fantôme de juillet à octobre 2016. Il est ensuite nommé ministre fantôme du Cabinet Office par Corbyn en février 2017, aux côtés de son portefeuille en tant que shadow Lord président du Conseil et reste en poste jusqu'au 5 avril 2020.

## Éducation et début de carrière politique
Il étudie à la Roundhay Grammar School (maintenant appelée Roundhay School) à Leeds. Il obtient un baccalauréat en politique de l'Université de Hull, puis une maîtrise en sociologie politique de l'Université de Leeds.
Formé politiquement par le mouvement de guerre anti-Vietnam, il rejoint le Parti travailliste en 1969 et est actif dans le parti travailliste à Leeds à la fin des années 1960. De 1974 à 1986, il travaille comme constructeur et plombier. Pendant les campagnes relatives au Référendum sur l'entrée du Royaume-Uni dans les Communautés européennes en 1975, il est secrétaire de la campagne Vote No à Leeds.
Au cours des années 1970, il est membre de l'ILP (l'organe qui a remplacé le Parti travailliste indépendant), contribue à son journal, le Labour Leader, et est élu pour un certain nombre d'années à son organe directeur, le Conseil administratif national. Il est également actif dans les mouvements antifascistes et anti-guerre et est délégué au Leeds Trades Council. Plus tard, il est l'agent électoral de Michael McGowan qui est élu député européen de Leeds en 1984.
Il est élu pour la première fois au conseil municipal de Leeds pour le quartier Beeston en 1984 à l'âge de 34 ans. Il devient chef du Conseil en 1989, occupant la direction jusqu'en 1996 et son élection au Parlement. Il est remplacé à la tête du conseil par Brian Walker et démissionne de son siège au conseil après les élections locales de mai.

## Carrière parlementaire

### Gouvernement travailliste
Élu le 1er février 1996 lors d'une élection partielle provoquée par la mort de l'ancien député travailliste Derek Enright, il est nommé PPS de Peter Mandelson après l'arrivée au pouvoir du parti travailliste et travaille au Cabinet puis au DTI. Après avoir quitté le gouvernement au moment de la chute de Mandelson, Trickett est président du groupe de pression Compass.
Il joue un rôle important dans la rébellion contre la Guerre d'Irak et participe à des manifestations contre la guerre à Londres, Wakefield et Leeds. Il se rebelle à plusieurs reprises contre les réformes de Tony Blair dans les services publics. Il dirige les demandes de rappel du Parlement au moment des attaques israéliennes contre le Liban et la campagne au sein des Communes pour amender le projet de loi sur les sociétés afin de garantir que les sociétés cotées en bourse rendent compte des "problèmes de chaîne d'approvisionnement " conformément aux suggestions d'un éventail d’organisations non gouvernementales. Il est également une figure de proue de la campagne pour empêcher une décision de remplacer le système d'armes nucléaires Trident en 2007. De plus, il est le directeur de campagne de Jon Cruddas lors des élections à la direction adjointe du Parti travailliste en 2007.
Il vote contre les propositions de détention de 90 jours du gouvernement Blair dans le Terrorism Act 2006, qui sont publiquement défendues par la police, et est rejoint par les députés travaillistes et conservateurs lors du vote, la seule fois où Blair est battu aux Communes. Trickett et Cruddas votent en faveur de la proposition de détention ultérieure de 28 jours, et Trickett démissionne de son poste à Compass après avoir voté en faveur de la législation, malgré l'opposition au projet de loi de certains membres de Compass.
Il est nommé par les syndicats comme président par intérim du conseil d'administration du journal Tribune en 2007, mais renonce à ce poste lorsque le journal est repris par un propriétaire privé.
En juin 2007, Gordon Brown lui demande de présider le groupe de préparation du manifeste du parti sur le logement, poste qu'il refuse de prendre. À la suite du remaniement ministériel du 3 octobre 2008, il devient le secrétaire parlementaire privé du Premier ministre, Gordon Brown.

### Dans l'opposition
Le 7 octobre 2011, il est nommé au Cabinet fantôme en tant que ministre fantôme du Cabinet Office par le chef du parti travailliste Ed Miliband. Il est réélu à la Chambre des communes lors des élections générales de 2015 avec une majorité de 12078 voix.
Il est l'un des 36 députés travaillistes à proposer Jeremy Corbyn comme candidat aux élections à la direction du parti travailliste de 2015. du 27 juin 2016 au 5 avril 2020, il est Lord président du Conseil fantôme et directeur des campagnes et des élections. Plus tard cette année-là, Trickett est nommé Secrétaire d'État aux Entreprises, à l'Énergie et à la Stratégie industrielle du cabinet fantôme. Il soutient Rebecca Long-Bailey pour la direction du parti en 2020.